# Rafael de La-Hoz Castanys
Rafael de La-Hoz Castanys (Córdoba, 1955) es un arquitecto español, ligado a la arquitectura contemporánea. Dirige el estudio de arquitectura Rafael de La-Hoz Arquitectos, anteriormente dirigido por su padre Rafael de La-Hoz Arderius.

## Biografía

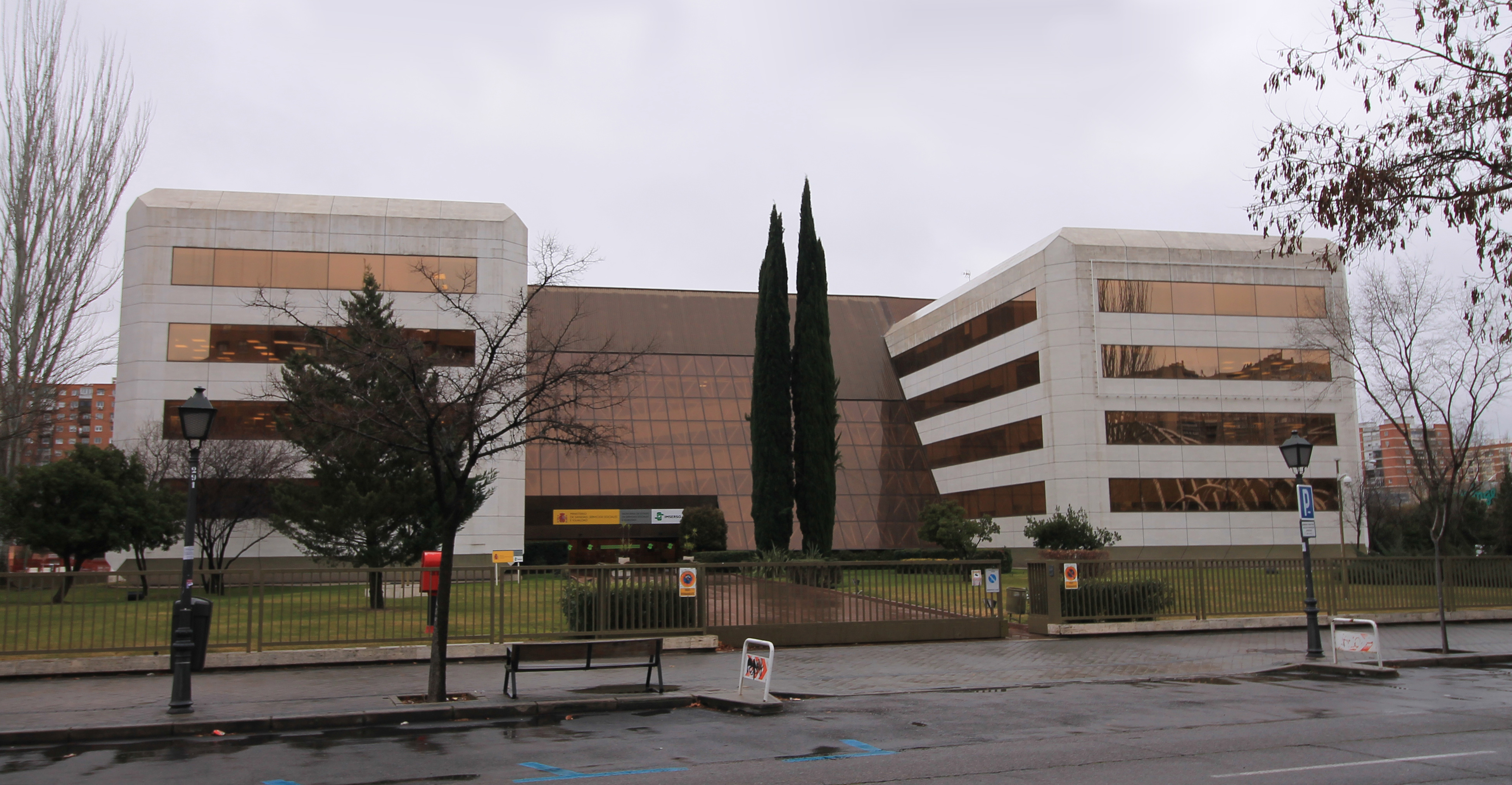
Sede del IMSERSO (Madrid, 1990–1992).

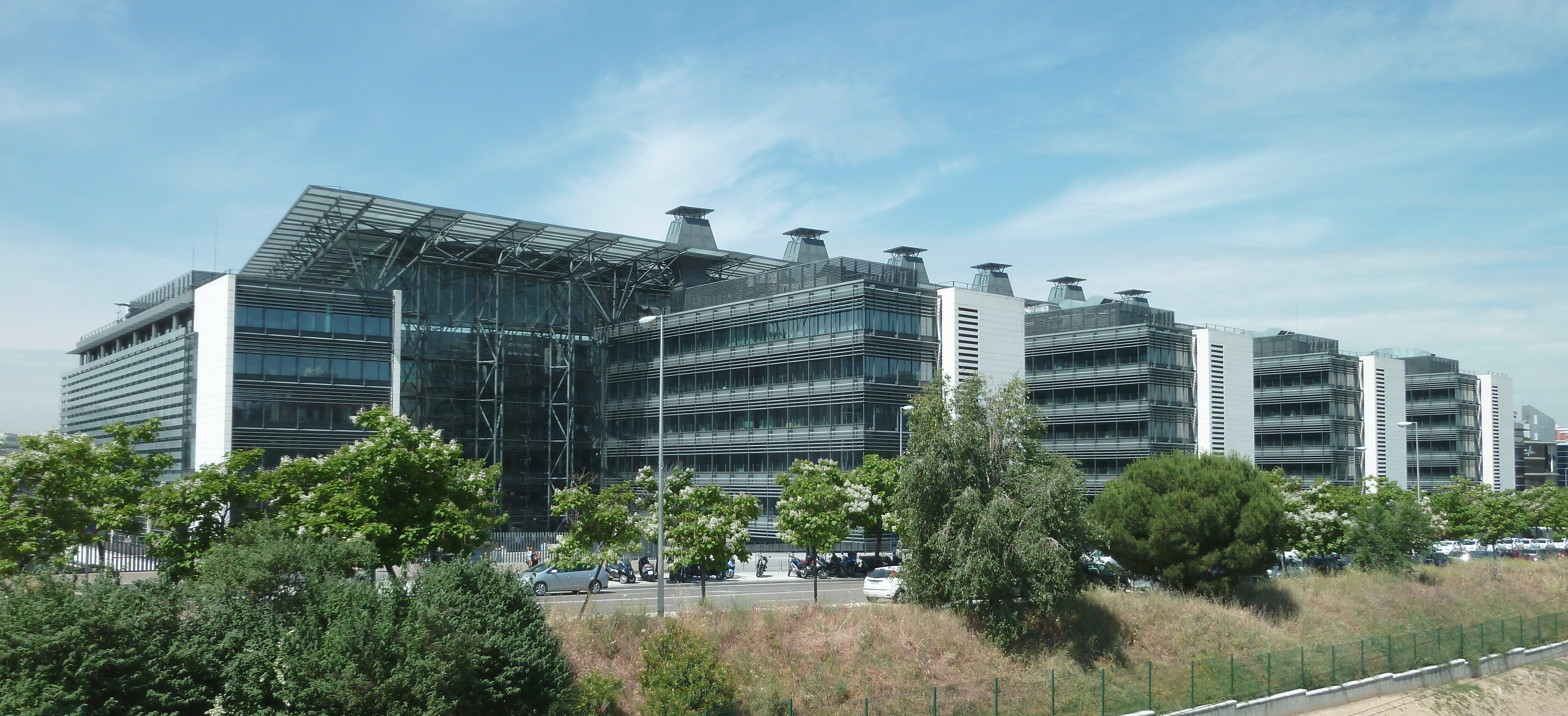
Sede central de Endesa (2003, Madrid).

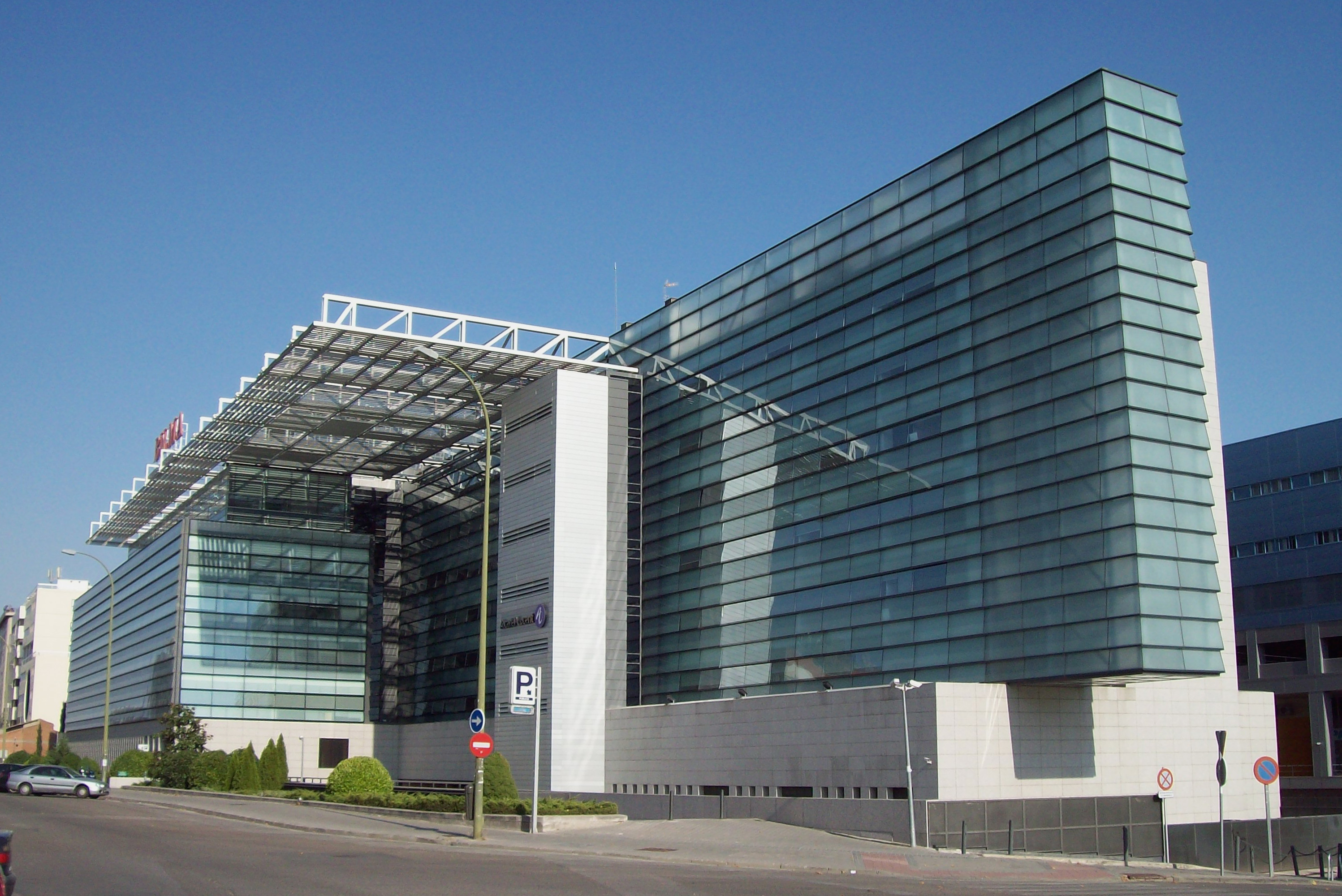
Centro Empresarial Bilma (2003, Madrid).

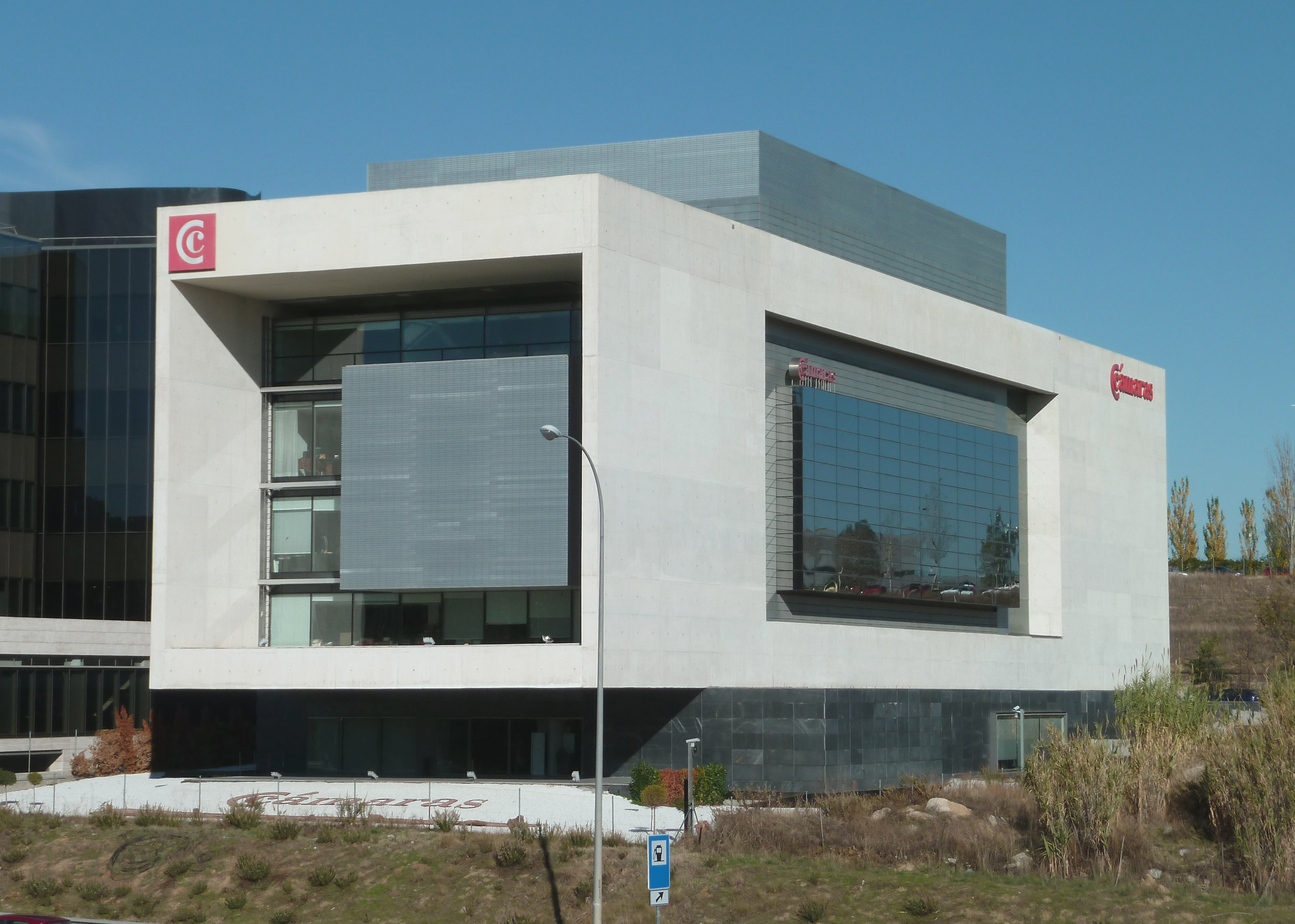
Consejo Superior de Cámaras de Comercio de España (2004, Madrid).

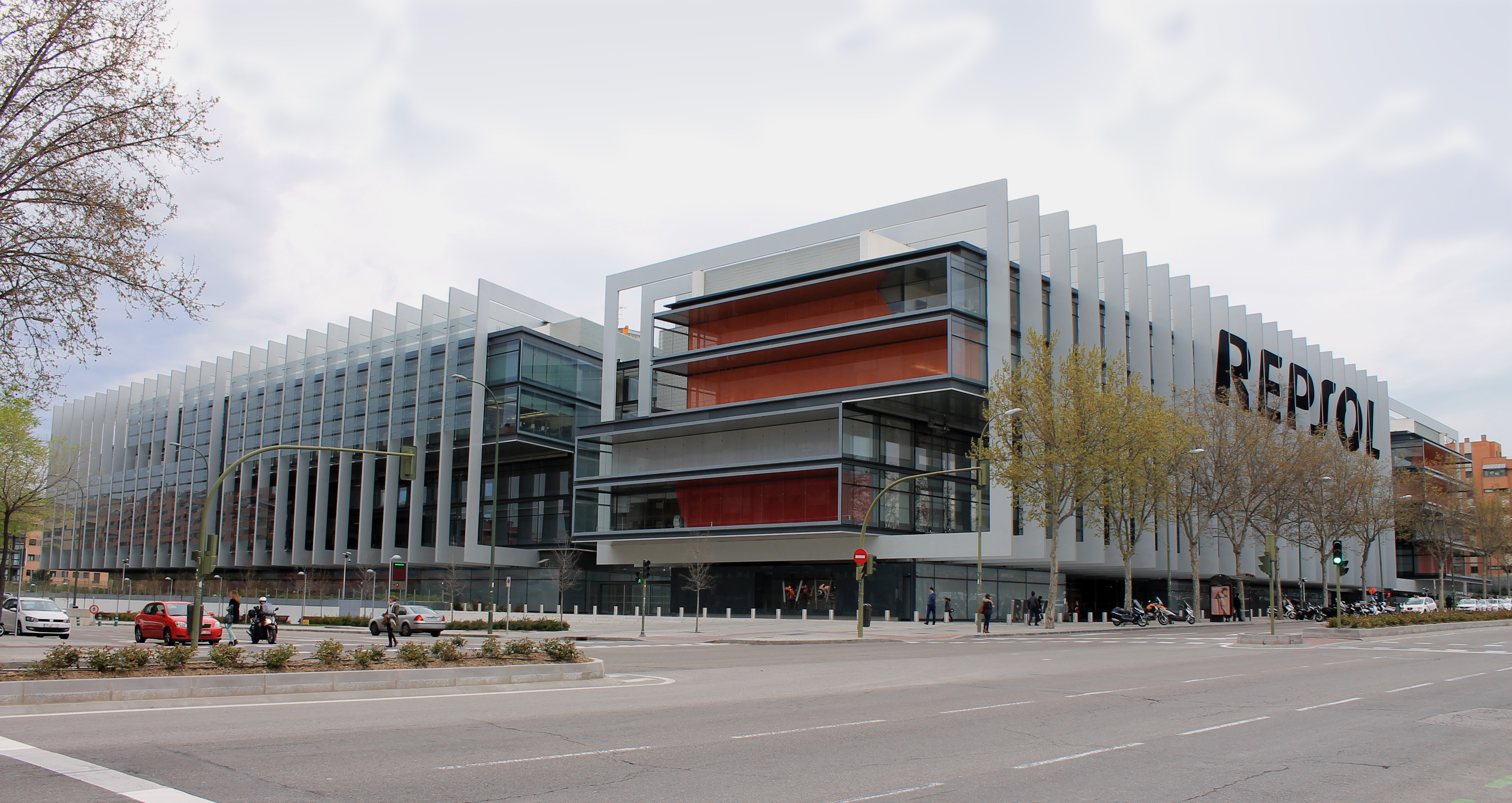
Campus Repsol (2013, Madrid).

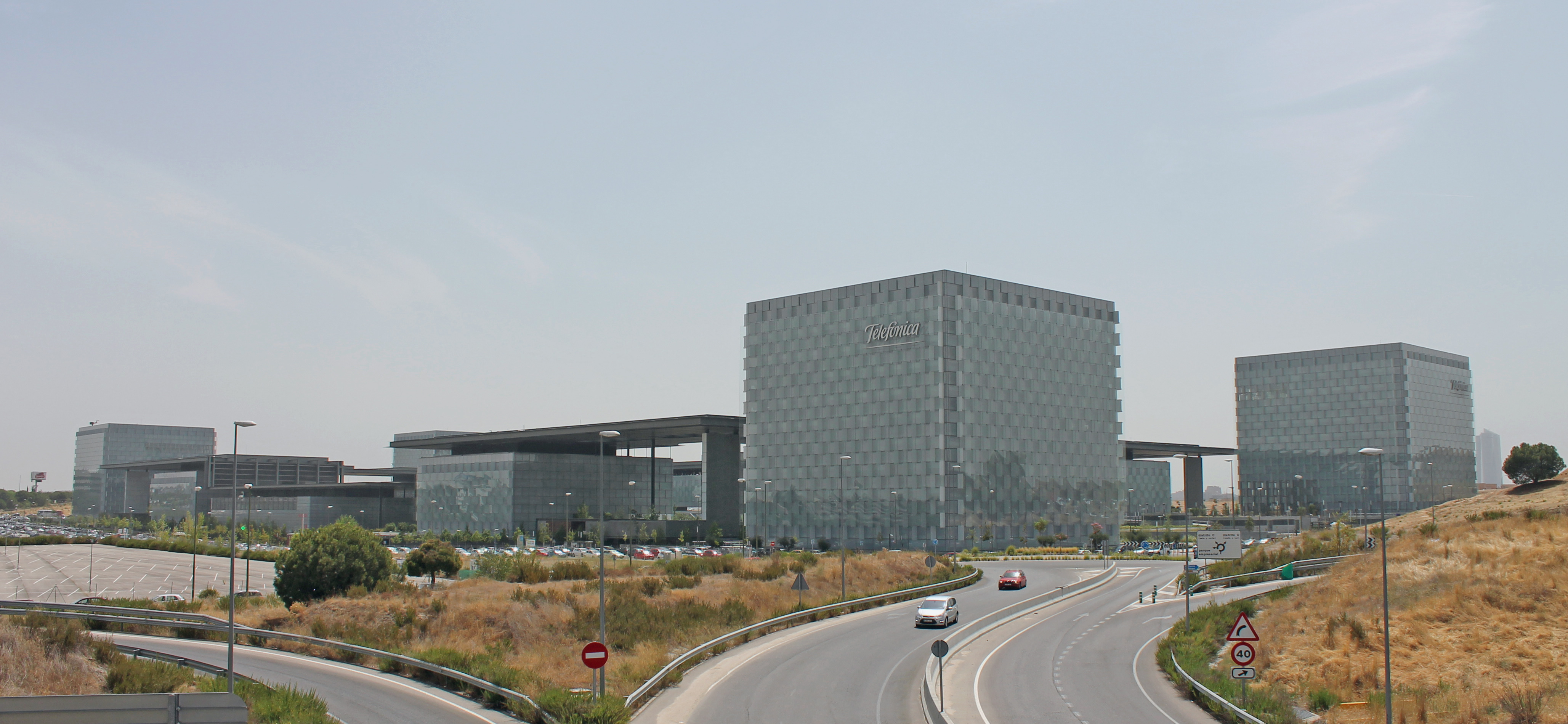
Distrito Telefónica (2008, Madrid).

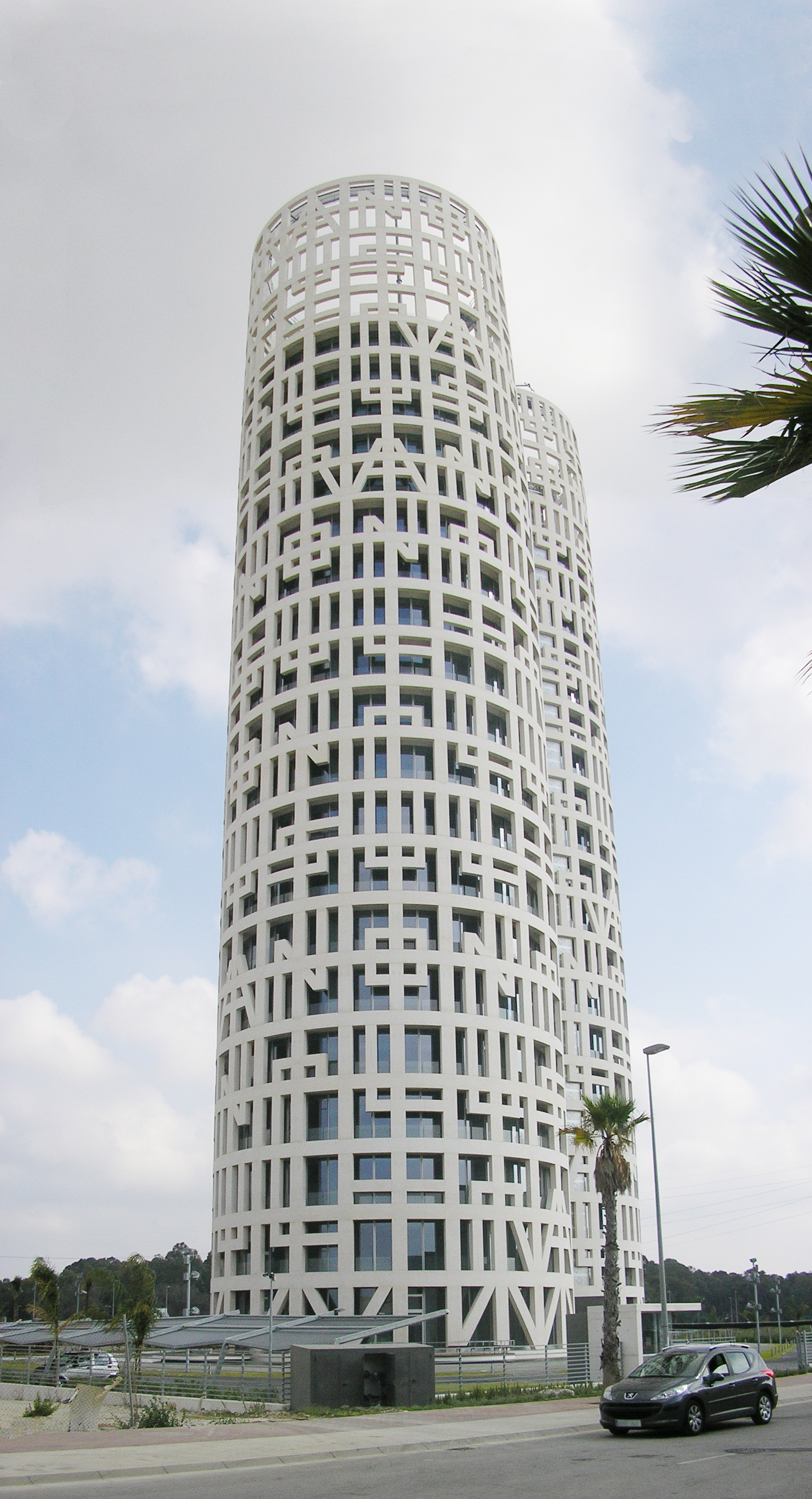
El edificio Torres de Hércules en Los Barrios.

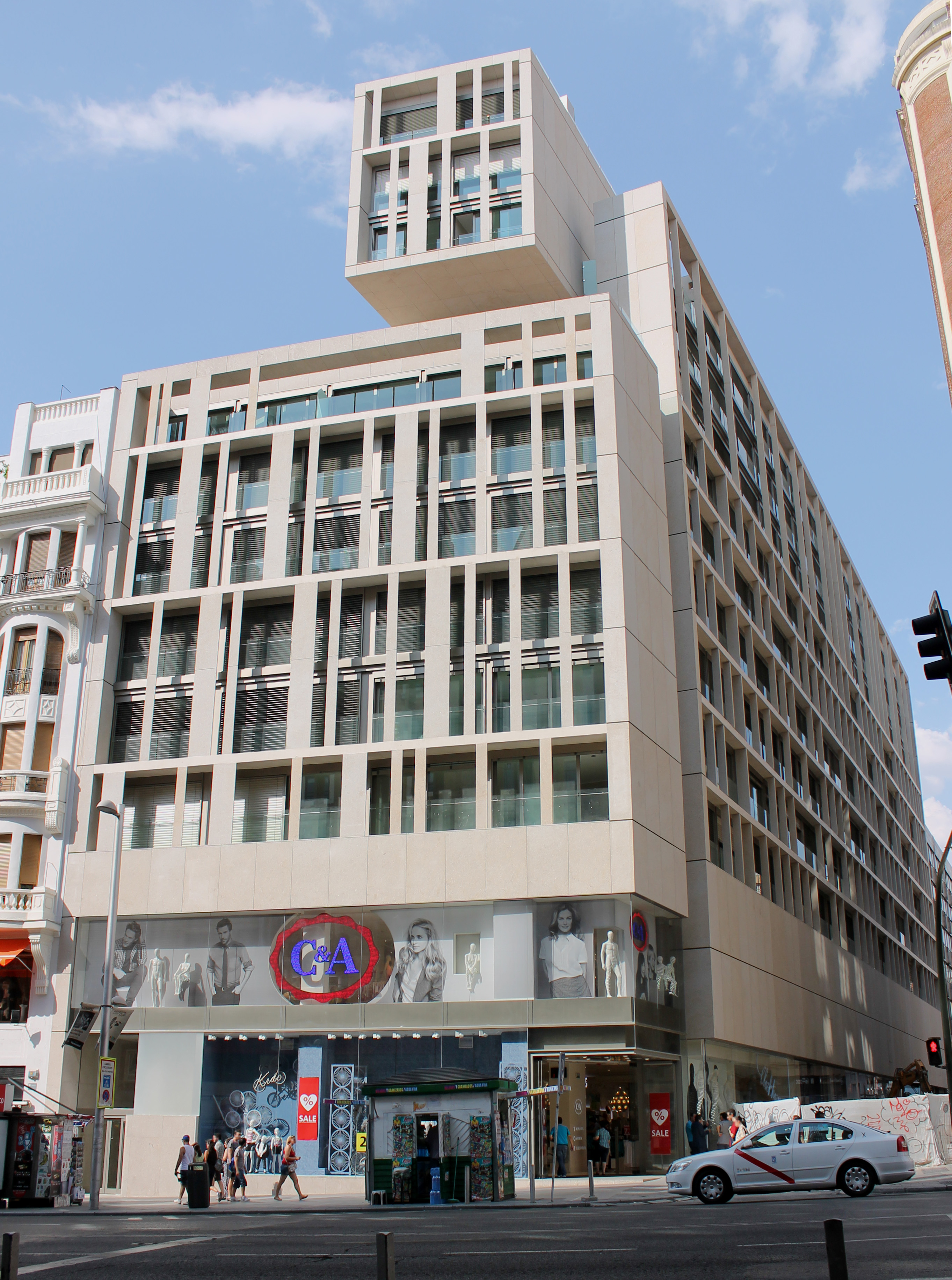
Gran Vía 48 (2013, Madrid).

Nacido en Córdoba en 1955, es arquitecto por la Escuela Técnica Superior de Arquitectura de Madrid añadiendo a su formación un Master M.D.I por la Universidad Politécnica de Madrid. Rafael de la Hoz dirige su estudio de arquitectura participando en proyectos de planificación urbana y realizando importantes conjuntos arquitectónicos en España, Portugal, Polonia, Rumanía, Hungría y Emiratos Árabes Unidos. Muchos de sus proyectos, han sido el resultado de concursos de arquitectura nacionales o internacionales.
Profesor visitante en diferentes universidades, formó parte del Consejo Editorial de la Revista Arquitectura. Participa en numerosas conferencias, actividades y jurados, y su obra es publicada en libros y revistas de arquitectura de ámbito nacional e internacional. 
Desde 2012 es patrono de la Fundación Arquitectura Contemporánea y coordinador del Comité Científico de la C guide, la guía global de arquitectura que promueve esta entidad sin ánimo de lucro, con el fin de dar a conocer y reconocer la arquitectura sobresaliente más reciente en el mundo.

## Obras
- Hospital de Siracusa, Italia. Superficie: 77.119 m². Cliente: Azienda Sanitaria Provinciale di Siracusa. Equipo: STUDIO PLICCHI + MILAN INGEGNERIA + SERING INGEGNERIA + AREATECNICA
- CTIC, Centro de Tratamiento e Investigación sobre Cancer Luis Sarmiento Angulo, Bogotá, Colombia. Superficie: 100.000 m². Cliente: Fundación Luis Carlos Sarmiento Angulo. Arquitecto Colaborador: Construcciones Planificadas, S.A. (CPSA)
- Hospital Universitario Son Dureta Mallorca, España. Superficie: 80.090 m². Cliente: IBSALUT. Equipo: GHESA Ingeniería y Tecnología + Maria Nicolau
- Edificio Abril, Madrid, España. Superficie: 14,530 m². Cliente: Arcano
- Edificio Oxxeo, Madrid, España. Superficie: 14,299 m². Cliente: GMP
- LAGASCA99, Madrid, España. Superficie: 26.203 m². Cliente: Lar España Real Estate
- The Edge, Estepona, España. Superficie: 9,050 m². Cliente: Kronos Investment Group
- Edificio Aurelio Menéndez, Madrid, España. Superficie: 7.940 m². Cliente: Hispania
- Garibay 3, Madrid, España. Superficie: 11,992 m². Cliente: Emerige
- Isla de Arosa, Alcalá de Henares, España. Superficie: 60,242 m². Cliente: Gestilar
- Centro Cultura Daoiz y Velarde, Madrid, España. Superficie: 6,850 m². Cliente: Ayuntamiento de Madrid
- Centro Educativo para la UCO (Universidad de Córdoba), Córdoba, España. Superficie: 5.448 m². Cliente: Universidad de Córdoba UCO
- Concurso para la Ampliación del Estadio del Real Madrid, Madrid, España. Superficie: 158,651 m². Cliente: Real Madrid CF. Arquitecto Colaborador: Foster and Partners.
- Renovación del Teatro Góngora, Córdoba, España. Superficie: 3.615 m². Cliente: Ayuntamiento de Córdoba
- Edificio Gran Vía 48 de Madrid. El primer edificio nuevo que se erige en esta calle en el siglo XXI (2009-2013)
- Campus Repsol, nueva sede de Repsol, Madrid (2008-2013)
- Nueva Estación de Trenes de Alta Velocidad, Huelva, España (2010-). ″Puerta Umbría″. Primer Premio en Concurso Internacional de Arquitectura.
- Nuevo Hospital de Móstoles (Hospital “Rey Juan Carlos”) (2009-2012)
- Dos edificios de oficinas en el Parque Empresarial Pegaso City (2009-2012)
- Universidad Popular de Alcobendas, Madrid (2009-2011). Primer Premio en Concurso de Arquitectura.
- Nueva sede de la Cámara de Comercio de Córdoba (2009-2011)
- Edificio 4B en el Parque Empresarial Cristalia (2008-2011)
- Residencial “Danube Bay” en Budapest, Hungría (2008-2011)
- Nuevo edificio de los Juzgados de lo Penal, en la Ciudad de la Justicia de Madrid (2008-2011)). Primer Premio en Concurso de Arquitectura.
- Complejo Hotelero y residencial sobre el antiguo “gueto” judío de Varsovia. Polonia (2007-2011).
- Escuela y Compañía de danza “Ángel Corella” en la Granja de San Ildefonso. Segovia (2007-2011).
- Teatro Infantil de Madrid y Centro Cultural en el complejo “Daoíz y Velarde”, Madrid (2008-2010)
- Nuevo edificio del Juzgado de Menores en la Ciudad de la Justicia de Madrid (2007-2010). Primer Premio en Concurso de Arquitectura, obtenido junto al arquitecto Jaime Duró.
- Fundación El Paraíso. Córdoba (2007-2010)
- Planificación de la Ampliación de la Marina de Vilamoura, Algarve. Portugal (2008-2010)
- Residencial “Wronia 45” en Varsovia, Polonia (2007-2010).
- Rehabilitación del Teatro Góngora, Córdoba (2008-2010)
- Torre Isla de Chamartín al norte de Madrid (2007-2010). Primer Premio en Concurso de Arquitectura.
- Aulario en la Universidad de Córdoba (2008-2010)
- Sede de AMA (edificio 4A) en el Parque Empresarial Cristalia, Madrid (2008-2010).
- Edificio de Oficinas en Plaza de Colón – Colonial en Madrid (2007-2010). Primer Premio en Concurso de Arquitectura
- Las Torres de Hércules en Campo de Gibraltar, Los Barrios. Cádiz. (2006-2009)
- Sede de la Compañía Telefónica, Distrito C, en Las Tablas, Madrid (2004-2009)[2]
- Edificio “Videomercury” en la Ciudad de la Imagen, Madrid (2007-2009)
- Nuevo auditorio y pabellón de ampliación de oficinas Rafael del Pino, en el Paseo de la Castellana de Madrid (2001-2007).
- Urbanización "Las Terrazas del Brillante". Córdoba. (2005-2009).
- Hotel “Confortel Atrium” para el grupo Once. Madrid (2007-2008)
- Remodelación y Ampliación de Marina Puerto Sherry. Puerto de Santa María. Cádiz.
- Complejo residencial y deportivo en la antigua estación de autobuses de Granada (2007-2009)
- Centro empresarial y de ocio “Alegra” (2007-2009).
- Proyecto de rehabilitación de los siete edificios para vivienda y hotel que constituyen la denominada “Manzana Canalejas” en la calle Alcalá de Madrid. (2007-2009)
- Numerosos edificios residenciales en: Torneo (Huelva); Pirotecnia II (Sevilla) y Cortijo del Cura en Córdoba (2007-2009).
- Complejo residencial y hotelero en Dubái (2007-2009).
- Viviendas en Majadahonda, Madrid (2006-2008)
- Complejo residencial-turístico en Águilas (Murcia), San Roque (Cádiz) y Bernia Golf, Altea (Alicante) (2006-2008).
- Viviendas experimentales para jóvenes en Tres Cantos. Madrid (2003-2006)
- Remodelación de Edificio Industrial, RIOFISA, Madrid (2005-2006). Primer Premio en Concurso de Arquitectura.
- Sede de Garrigues Abogados. Madrid (2004-2006)
- Auditorio del Comité Olímpico. Madrid (2003-2005)
- Concesionario de BMW Madrid en Las Tablas (2003-2005)
- Edificio “Pórtico”, actual sede de Marsans en el Campo de las Naciones de Madrid (2002-2005)
- Sede de Uría Menéndez Abogados. Madrid (2002-2005)
- Sede de la Junta Municipal de Retiro. Madrid (2001-2004)
- Planificación y ampliación de las estaciones de esquí en Boi Taüll. Lérida (2004)
- Consejo Superior de Cámaras de Comercio de España, Campo de las Naciones, Madrid (2002-2004). Primer Premio en Concurso de Arquitectura.
- Viviendas Renfe I y II en Córdoba (2002-2004)
- Viviendas Pirotecnia I en Sevilla (2002-2004)
- Rehabilitación del Cine Proyecciones (1998-2004)
- Edificio “Pentax” en el barrio del aeropuerto, Madrid (2001-2003)
- Sede de Endesa. Campo de las Naciones. Madrid (2000-2003)
- Centro Empresarial “Bilma”, Madrid (1999-2003)
- Sede de Vodafone. Madrid (1999-2002)
- Urbanización “Encina Real”, 60 viviendas en el Encinar de los Reyes, Madrid (1998-2002)
- Centro Empresarial “Parque Norte”, Madrid (1997-2001)
- Fundación Antonio Gala de Jóvenes Creadores, Córdoba (1998-2001)
- Instituto de Migraciones y Servicios Sociales (actual sede del IMSERSO), junto a su padre Rafael de La-Hoz Arderius, Madrid (1990–1992).

## Premios
- Premio COAM 2003, por la urbanización “Encina Real, 60 viviendas en el Encinar de los Reyes”.
- Mención en los Premios de Arquitectura, Urbanismo y Obra Pública 2002 otorgados por el Ayuntamiento de Madrid; por la urbanización “Encina Real” y por el “Centro Empresarial Bilma”.
- Mención en los Premios de Urbanismo, Arquitectura y Obra Pública 2003 del Ayuntamiento de Madrid, en la categoría de Arquitectura Bioclimática, por la sede central de Endesa.
- El Grupo Vía le otorga el Premio del Grupo Vía al Arquitecto más destacado 2004.
- Distinción COAM a la Obra de los Arquitectos por el edificio de la Junta Municipal de Retiro.
- Mención en los Premios de Urbanismo, Arquitectura y Obra Pública del Ayuntamiento de Madrid 2004; por el edificio de la Junta Municipal de Retiro.
- El diario económico La Gaceta de los Negocios, le concede en 2004, el Premio al Concepto Arquitectónico y al Proyecto Urbanístico por el “Distrito C de Telefónica”.
- Premio Internacional “Bex Awards 2005” obtenido en Grecia, en la categoría “Mejor Edificio Tecnológico” por el edificio de la Junta Municipal de Retiro.

Entre las últimas actividades más destacables, se encuentran su participación en la X Bienal Internacional de Arquitectura de Argentina, celebrada en Buenos Aires, su participación en la exposición “Obra reciente” de la Fundación COAM y la preparación, junto a los once estudios más activos de Madrid, de un proyecto cultural de diseño de mobiliario urbano, conocido como “Madrid Diseña”.